# Harzweg 8 (Quedlinburg)

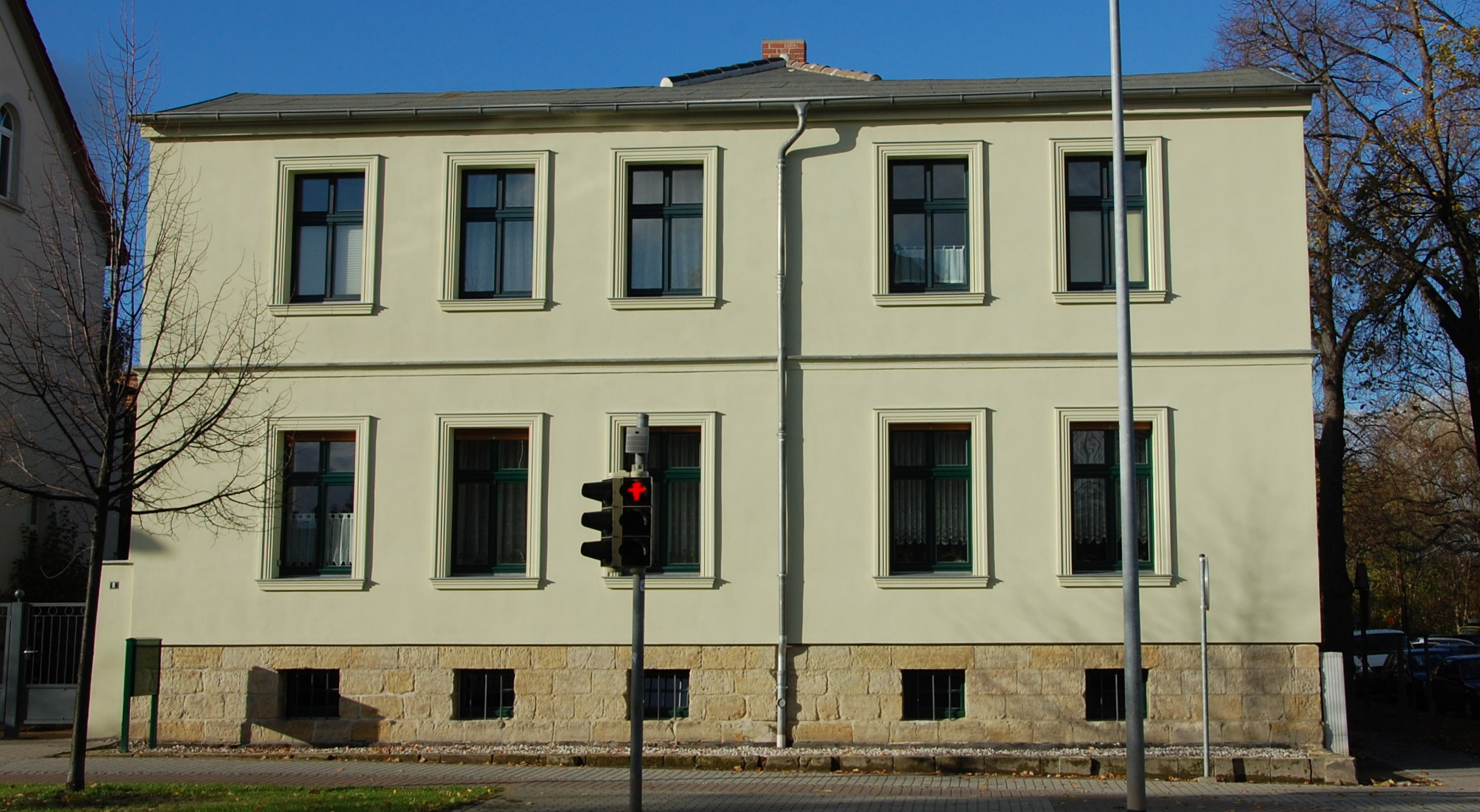
Harzweg 8

Das Haus Harzweg 8 ist ein denkmalgeschütztes Gebäude in Quedlinburg in Sachsen-Anhalt.

## Lage
Das im Quedlinburger Denkmalverzeichnis als Wohnhaus eingetragene Gebäude befindet sich südlich der Quedlinburger Altstadt an der Einmündung der Stresemannstraße auf den Harzweg.

## Architektur und Geschichte
Das zweigeschossige Wohnhaus entstand in der Zeit um 1850. Die Fassade ist schlicht im Stil des Klassizismus gestaltet. Das über mehrere Flügel verfügende Gebäude ist mit einem mit Schiefer verkleidetem Dachaufbau versehen. Im Treppenhaus befindet sich eine 1902 angefertigte Bleiverglasung. Das Tor des Hauses mit Schnitzereien verziert.
Die Einfriedung des Vorgartens entstand um 1900 und orientiert sich in der Gestaltung am Haus.